# Mohamed Katir
Mohamed Katir El Haouzi (Alcazarquivir, Marruecos, 17 de febrero de 1998), también conocido como Mo Katir, es un deportista español que compite en atletismo, especialista en las carreras de mediofondo y fondo.
Ha ganado dos medallas en el Campeonato Mundial de Atletismo, en las ediciones de 2022 y 2023, y una medalla de plata en el Campeonato Europeo de Atletismo de 2022. En los Juegos Europeos de Cracovia 2023 consiguió una medalla de oro en los 1500 m.
Participó en los Juegos Olímpicos de Tokio 2020, ocupando el octavo lugar en la prueba de 5000 m.
En febrero de 2024 fue sancionado por dos años debido a una infracción de la normativa antidopaje. La sanción fue posteriormente ampliada a cuatro años.

## Carrera deportiva
Katir nació en 1998 en la localidad de Alcazarquivir, Marruecos. A los cinco años emigró a España, donde ya residía su padre. Tras una etapa residiendo en Huesca se estableció en Mula (Murcia). Sus inicios deportivos fueron en el fútbol, pero pronto cambió al atletismo, donde destacó en las carreras de medio fondo afiliado al club UCAM Atletismo Cartagena. Su nacionalidad marroquí no le impidió proclamarse campeón de España juvenil de cross y batir diversos récords regionales. En 2015 solicitó la nacionalidad española, que obtuvo finalmente en octubre de 2019.
En 2019 quedó primero en la carrera de 3000 metros del Campeonato de España en pista cubierta y realizó la mínima para los Europeos de Glasgow; sin embargo, como aún no tenía la nacionalidad española, no podía competir como español en categoría absoluta, por lo que no fue proclamado campeón nacional ni pudo acudir a los europeos.
El 31 de diciembre de 2020, Katir logró la sexta plaza en la clasificación general de la San Silvestre Vallecana, en la que fue el segundo español y también segundo en categoría sub-23 con un registro de 28:38.
El 29 de enero de 2021, durante el World Indoor Gold Tour de Karlsruhe, consiguió la mejor marca europea del año y tercera mejor marca española de la historia con 7:35.29 en la prueba de 3000 metros, en una carrera que ganó Bethwell Birgen con 7:34.12, mejor marca mundial del año. Esta marca le permitió acudir al Campeonato de Europa en pista cubierta, donde consiguió, en su debut internacional, la cuarta plaza en la final de 3000 m.
El 23 de mayo de 2021 consiguió su primera victoria en una prueba de la Liga de Diamante, los 5000 m celebrados en Gateshead, logrando además la mínima olímpica para los Juegos de Tokio. Unas semanas después, el 10 de junio, batió el récord de España de la misma distancia en la reunión de la Diamond League de Florencia con un tiempo de 12:50:79. El 9 de julio del mismo año consiguió batir también el récord de España de 1500, hasta entonces en poder de Fermín Cacho, en el mitin de la Diamond League de Mónaco, con una marca de 3:28.76. Unos días después, de nuevo en Gateshead, consigue también el récord de España de 3000 m con una marca de 7:27.64; de este modo, consigue batir tres récords de España en solo 33 días. Participó en los 5000 m de los Juegos Olímpicos de Tokio 2020, donde consiguió un diploma olímpico al acabar en octava posición.
El 31 de diciembre de 2021 ganó la San Silvestre Vallecana, siendo el primer español en hacerlo desde 2003.
En el Campeonato Mundial de 2022 disputado en Oregón obtuvo su primera medalla internacional, bronce en los 1500 m, con un tiempo de 3:29,90. Un mes más tarde consiguió la plata en los 5000 m del Campeonato de Europa de Múnich.
El 15 de febrero de 2023 batió los récords de España y Europa, ambos en poder de Adel Mechaal, de 3000 m en pista cubierta durante la reunión del World Athletics Indoor Tour celebrada en Liévin. En verano consiguió una medalla de oro en la prueba de 1500 m de los Juegos Europeos, contribuyendo así al cuarto puesto de España en la competición de atletismo. Además, batió su propio récord de España de 5000 m y también el de Europa, hasta entonces en poder de Jakob Ingebrigtsen. En el Campeonato del Mundo fue eliminado en semifinales de los 1500 m, pero unos días después consiguió la medalla de plata en la prueba de 5000 m.
En febrero de 2024, la agencia antidopaje de World Athletics anunció su suspensión provisional por tres infracciones de la norma que le obliga a estar permanentemente localizado.  El 16 de febrero de ese mes, la Unidad de Integridad del Atletismo confirmó el fallo y le sancionó con dos años de inhabilitación para competir, sanción que Katir decidió aceptar sin presentar recursos. La sanción fue posteriormente ampliada a cuatro años por haber manipulado las pruebas. 
Mohamed Katir vive y entrena en Sierra Nevada. Aparte del atletismo, le gusta seguir otros deportes, leer libros de naturaleza y escribir.

## Palmarés internacional
| Campeonato Mundial | Campeonato Mundial      | Campeonato Mundial | Campeonato Mundial |
| Año                | Lugar                   | Medalla            | Prueba             |
| ------------------ | ----------------------- | ------------------ | ------------------ |
| 2022               | Eugene (Estados Unidos) | Medalla de bronce  | 1500 m             |
| 2023               | Budapest (Hungría)      | Medalla de plata   | 5000 m             |
| Juegos Europeos    |                         |                    |                    |
| Año                | Lugar                   | Medalla            | Prueba             |
| 2023               | Chorzów (Polonia)       | Medalla de oro     | 1500 m             |
| Campeonato Europeo |                         |                    |                    |
| Año                | Lugar                   | Medalla            | Prueba             |
| 2022               | Múnich (Alemania)       | Medalla de plata   | 5000 m             |

## Competiciones internacionales
| Representando a España | Representando a España               | Representando a España  | Representando a España | Representando a España | Representando a España |
| Año                    | Competición                          | Sede                    | Puesto                 | Prueba                 | Marca                  |
| ---------------------- | ------------------------------------ | ----------------------- | ---------------------- | ---------------------- | ---------------------- |
| 2021                   | Campeonato Europeo en Pista Cubierta | Toruń (Polonia)         | 4.º                    | 3000 m                 | 7:49,72                |
| 2021                   | Juegos Olímpicos                     | Tokio (Japón)           | 8.º                    | 5000 m                 | 13:06,60               |
| 2022                   | Campeonato Mundial                   | Eugene (Estados Unidos) | Medalla de bronce      | 1500 m                 | 3:29,90                |
| 2022                   | Campeonato Europeo                   | Múnich (Alemania)       | Medalla de plata       | 5000 m                 | 13:22,98               |
| 2023                   | Juegos Europeos                      | Chorzów (Polonia)       | Medalla de oro         | 1500 m                 | 3:36,95                |
| 2023                   | Campeonato Mundial                   | Budapest (Hungría)      | 10.º (sf.)             | 1500 m                 | 3:33,56                |
| 2023                   | Campeonato Mundial                   | Budapest (Hungría)      | Medalla de plata       | 5000 m                 | 13:11,44               |

## Marcas personales
| Prueba      | Marca    | Lugar      | Fecha               |
| ----------- | -------- | ---------- | ------------------- |
| 1500 metros | 3:28.76  | Mónaco     | 9 de julio de 2021  |
| 3000 metros | 7:27.64  | Gateshead  | 13 de julio de 2021 |
| 5000 metros | 12:45.01 | Montecarlo | 21 de julio de 2023 |

| Prueba      | Marca   | Lugar  | Fecha                 |
| ----------- | ------- | ------ | --------------------- |
| 1500 metros | 3:34.32 | Madrid | 22 de febrero de 2023 |
| 3000 metros | 7:24.68 | Liévin | 15 de febrero de 2023 |

## Otras distinciones
El 9 de junio de 2023 le fue concedida la medalla de oro de la Región de Murcia.[cita requerida]